# L'Art d'avoir toujours raison
L'Art d'avoir toujours raison (en allemand Die Kunst, Recht zu behalten) est une œuvre du philosophe allemand Arthur Schopenhauer qui traite de l'art de la controverse ou « dialectique éristique ».
Rédigée vers 1830-1831 et publiée en 1864, elle est parfois éditée en France sous le titre de La Dialectique éristique (en allemand Eristische Dialektik, du grec ἐριστική τέχνη).
De façon à la fois sarcastique et pragmatique, c'est-à-dire ne prenant en compte que les résultats, Schopenhauer y expose une série de stratagèmes permettant de l'emporter lors de controverses, indépendamment de la vérité du point de vue que l'on soutient. Ce travail qu'il considère comme le premier essai d'une « dialectique scientifique » n'ayant pas d'équivalent à son époque a aussi pour but de bien distinguer ces stratagèmes afin de pouvoir les dénoncer.
La dialectique éristique, constituée de la dialectique et de la sophistique, s'opposerait ainsi à la logique, à l'analytique, et à la philosophie dont le but est la recherche objective de la vérité.

## La dialectique éristique
La dialectique éristique est une technique de controverse.
Cette technique, qui peut apparaître comme une forme d'art, repose sur la distinction entre la vérité objective d'une proposition et l'apparence de vérité que cette proposition peut prendre aux yeux des disputeurs et des auditeurs. La finalité de cet art est de fournir des moyens pour parvenir à cette dernière apparence, afin de convaincre les auditeurs que l'on a raison, même si l'on a objectivement tort.

## Causes originelles et fonctions de la dialectique éristique
Si les hommes étaient honnêtes, il n'y aurait pas de dialectique.[réf. nécessaire]
Schopenhauer distingue quelques causes originelles de la dialectique éristique qui sont en fait toutes liées :
- la malhonnêteté ;
- la vanité ;
- le fait de parler avant de réfléchir ;
- l'obstination dans l'erreur.

Une autre cause est que l'expérience enseigne que lorsque nos arguments en faveur d'une thèse sont réfutés, il pourra toujours se trouver un nouvel argument qui nous donnera finalement raison. La généralisation de cette observation conduit à dévaloriser systématiquement les thèses de l'adversaire et à les attaquer sans examen.
Le résultat de cet ensemble est que tout homme veut que sa thèse paraisse vraie, même (et surtout) quand il sait qu'elle est fausse.
En conséquence, les moyens de cet art relèvent de la ruse et de l'adresse ; chacun en est pourvu, quoique de manière inégale. Tout le monde puise des ressources dans sa perversité naturelle, mais l'exercice et la réflexion peuvent nous rendre plus forts.
Il est important de remarquer que le but de Schopenhauer n'a rien de cynique, puisque la dialectique éristique est aussi, par nature, un art de repousser les attaques déloyales. L'apprentissage de la dialectique éristique complète donc l'apprentissage de la logique, car il faut également se défendre quand on a raison.
La dialectique éristique, en tant que telle, a pour but d'enseigner comment se défendre contre les attaques de toute nature, et en particulier les attaques déloyales, et de même, comment attaquer ce qu’affirme l’autre, sans se contredire soi même et, plus généralement, sans être réfuté. Il faut strictement distinguer la découverte de la vérité objective de l’art de donner à ses propositions l’apparence de la vérité : l’un est le propre d’une toute autre activité, c’est l’œuvre de la faculté de juger, de la réflexion, de l’expérience, et il n’y a pas d’art particulier qui s’y rapporte ; mais le second point est l’objet même de la dialectique.
On l’a définie comme la logique de l’apparence ; à tort car elle ne serait alors utilisable que dans la défense de propositions fausses ; or lorsqu’on a raison, on a également besoin de recourir à la dialectique éristique pour défendre son droit, et il faut connaître les stratagèmes de la malhonnêteté pour leur faire face, et même souvent en employer certains pour battre l’ennemi avec ses propres armes.
Donc, en résumé, il s'agit :
- de défendre ses thèses sans se contredire ;
- de renverser les thèses adverses.

## Place de la vérité
« Il est impossible de dire de quel côté est la vérité » : les participants ne savent pas eux-mêmes ce qu'il en est, quand ils ne sont pas convaincus d'avoir raison. Le débat peut éventuellement permettre de dévoiler la vérité, mais ce n'est pas du ressort de la dialectique.
La dialectique se distingue alors de la logique et de la sophistique, car celle-ci vise uniquement le faux et suppose une connaissance du vrai, ce qui n'est pas le cas dans la dialectique éristique.

## Méthodes
Le point de départ est une thèse posée par l'adversaire ou par nous.
1. Modes :
- ad rem (vérité objective) : la thèse est ou non en accord avec la vérité objective : le ciel parait bleu, les poissons nagent...
- ad hominem (vérité subjective) : la thèse ne concorde pas avec ce que l'adversaire affirme ou concède ou fait par ailleurs.
- ex concessis (cas particulier d'ad hominem) : exploitation des concessions faites par l'adversaire

2. Méthodes
- réfutation directe par attaque des fondements :
  - réfutation des fondements ;
  - réfutation de la consécution ;
- réfutation indirecte par attaque des conséquences :
  - réfutation par une conséquence fausse (ad rem ou ad hominem), ou raisonnement par l'absurde.
  - réfutation par la démonstration de cas contraires.

## Les stratagèmes
(Note : les numéros entre parenthèses renvoient à l'ordre des stratagèmes dans l'œuvre ; ces stratagèmes ne sont pas présentés en totalité, mais les types remarquables sont indiqués)

### Sophismes, logique erronée
- Extension (1 et 19), généralisation caricaturale des positions adverses
- Homonymie (2), ou glissement sémantique
- Passage du relatif à l'absolu (3), ou changement de contexte
- Passage du particulier au général (11)
- Déguisement d'une pétition de principe (6)
- Fausse dichotomie (13) : forcer l'adversaire à adopter ou rejeter une proposition.
- Distinguo subtil (17), pour échapper à un argument adverse
- Contre-exemple erroné (25), ou non-pertinent, ou faussement contradictoire.
- Retournement de l'argument adverse, retorsio argumenti (26), mais de façon spécieuse.
- Refus des conséquences (33) d'un argument adverse : "cela est peut-être vrai en théorie, mais pas en pratique".

### Détournement de l'attention, masquage des intentions
- Dissimulation de nos intentions (4 et 7), en forçant l'adversaire à admettre nos prémisses (4) et en le confondant par des questions nombreuses et rapides (7). Proche de la méthode (ou ironie) socratique.
- Feindre d'adopter les positions de l'adversaire pour mieux les réfuter (5)
- par changement de l'ordre des questions (9)
- par provocation (8)
- par interruptions (18)
- par diversion (29): détourner le débat sur un autre sujet, de préférence vaguement relié au débat actuel et en adressant des reproches à l'adversaire.

### Arguments dirigés personnellement contre l'adversaire
- Argument ad hominem (16) : disqualifier l'adversaire en montrant qu'il est en contradiction avec ses positions passées, ou son propre comportement, ou ceux de ses partisans.

- Argumentum ad personam (dernier argument, intitulé « Ultime stratagème[1] ») : le plus déloyal, consistant à attaquer la personne-même de l'adversaire de façon insultante et blessante.
- Argument ad auditores (28) : appel à l'auditoire visant à marginaliser l'adversaire.
- Argument ad verecundiam (30) : ou argument d'autorité, faisant appel à des autorités respectées, ou des lois, plutôt qu'à la raison, ceci en fonction du niveau de connaissance de l'auditoire.
- Dénomination (12) : péjorative pour désigner les théories adverses, et inversement positive pour désigner les nôtres.
- Stratagème 14 (et 20), fallacia non causae ut causae : passer à la conclusion souhaitée, en la présentant avec aplomb comme une conséquence logique des réponses de l'adversaire, alors qu'il n'en est rien.
- Stratagème 15 : piéger l'adversaire par une proposition juste mais bancale, le forçant soit à la rejeter (et on pourra alors prouver qu'il a tort), soit à l'accepter (et on pourra alors recourir au stratagème 14).
- Stratagème 24 ou conséquences montées de toutes pièces : extrapolation à partir des positions de l'adversaire amenant à des conséquences absurdes ou dangereuses.
- Exploitation de la colère de l'adversaire (27) à la suite d'une provocation (8) pour insinuer qu'on a touché un point faible.
- Exploitation de ce que l'adversaire ne répond pas à une question (34) pour insinuer qu'il est de mauvaise foi.
- Stratagème 31 : fausse modestie, ironie consistant à déclarer ne rien comprendre aux arguments de l'adversaire, afin de le ridiculiser.
- Stratagème 32 : amalgame des positions de l'adversaire avec une théorie discréditée.
- Stratagème 35, ou argument ab utili : insinuer que les positions de l'adversaire auraient des conséquences fâcheuses pour l'auditoire, et mettre ainsi celui-ci de notre côté.
- Stratagème 36 : noyer l'adversaire dans une logorrhée qui le déstabilise.
- Stratagème 37 : exploiter une faiblesse de raisonnement de l'adversaire, alors même qu'il n'a pas tort sur le fond, pour disqualifier globalement ses arguments.

## Culture populaire
Le film Le Brio d'Yvan Attal raconte l'histoire d'un professeur contraint d'enseigner cet art à une étudiante qu'il avait publiquement rabaissée.